# Старе Рожно
Старе Рожно (пол. Stare Rożno, нім. Roschen) — село в Польщі, у гміні Александрув-Куявський Александровського повіту Куявсько-Поморського воєводства.
У 1975-1998 роках село належало до Влоцлавського воєводства.